# Alfa Semedo
Alfa Semedo Esteves (Bissau, 30 agosto 1997) è un calciatore guineense, centrocampista del Neom.

## Caratteristiche tecniche
È un mediano.

## Carriera

### Club
Ha esordito nella massima serie portoghese il 6 agosto 2017 con la maglia del Moreirense in occasione del match pareggiato 1-1 contro il Vitória Setúbal. Tornato al Benfica, disputa 16 partite e realizza 1 gol nella prima parte di stagione. Il 31 gennaio 2019 viene ceduto in prestito all’Espanyol.
L'8 luglio 2019 viene ceduto in prestito al Nottingham Forest.

### Nazionale
Ha esordito in nazionale nel 2021; ha partecipato alla Coppa delle nazioni africane 2021 ed alla Coppa delle nazioni africane 2023.

## Statistiche

### Cronologia presenze e reti in nazionale
| Cronologia completa delle presenze e delle reti in nazionale ― Guinea-Bissau | Cronologia completa delle presenze e delle reti in nazionale ― Guinea-Bissau | Cronologia completa delle presenze e delle reti in nazionale ― Guinea-Bissau | Cronologia completa delle presenze e delle reti in nazionale ― Guinea-Bissau | Cronologia completa delle presenze e delle reti in nazionale ― Guinea-Bissau | Cronologia completa delle presenze e delle reti in nazionale ― Guinea-Bissau | Cronologia completa delle presenze e delle reti in nazionale ― Guinea-Bissau | Cronologia completa delle presenze e delle reti in nazionale ― Guinea-Bissau |
| Data                                                                         | Città                                                                        | In casa                                                                      | Risultato                                                                    | Ospiti                                                                       | Competizione                                                                 | Reti                                                                         | Note                                                                         |
| ---------------------------------------------------------------------------- | ---------------------------------------------------------------------------- | ---------------------------------------------------------------------------- | ---------------------------------------------------------------------------- | ---------------------------------------------------------------------------- | ---------------------------------------------------------------------------- | ---------------------------------------------------------------------------- | ---------------------------------------------------------------------------- |
| 26-3-2021                                                                    | Manzini                                                                      | eSwatini                                                                     | 1 – 3                                                                        | Guinea-Bissau                                                                | Qual. Coppa d'Africa 2021                                                    | 1                                                                            |                                                                              |
| 30-3-2021                                                                    | Bissau                                                                       | Guinea-Bissau                                                                | 3 – 0                                                                        | Rep. del Congo                                                               | Qual. Coppa d'Africa 2021                                                    | -                                                                            |                                                                              |
| 1-9-2021                                                                     | Nouakchott                                                                   | Guinea-Bissau                                                                | 1 – 1                                                                        | Guinea                                                                       | Qual. Mondiali 2022                                                          | -                                                                            |                                                                              |
| 7-9-2021                                                                     | Khartoum                                                                     | Sudan                                                                        | 2 – 4                                                                        | Guinea-Bissau                                                                | Qual. Mondiali 2022                                                          | -                                                                            | 76’                                                                          |
| 6-10-2021                                                                    | Rabat                                                                        | Marocco                                                                      | 5 – 0                                                                        | Guinea-Bissau                                                                | Qual. Mondiali 2022                                                          | -                                                                            |                                                                              |
| 9-10-2021                                                                    | Casablanca                                                                   | Guinea-Bissau                                                                | 0 – 3                                                                        | Marocco                                                                      | Qual. Mondiali 2022                                                          | -                                                                            |                                                                              |
| 12-11-2021                                                                   | Conakry                                                                      | Guinea                                                                       | 0 – 0                                                                        | Guinea-Bissau                                                                | Qual. Mondiali 2022                                                          | -                                                                            | 90’                                                                          |
| 15-11-2021                                                                   | Bissau                                                                       | Guinea-Bissau                                                                | 0 – 0                                                                        | Sudan                                                                        | Qual. Mondiali 2022                                                          | -                                                                            | Cap.                                                                         |
| 19-1-2022                                                                    | Garoua                                                                       | Guinea-Bissau                                                                | 0 – 2                                                                        | Nigeria                                                                      | Coppa d'Africa 2021 - 1º Turno                                               | -                                                                            | 70’                                                                          |
| 23-3-2022                                                                    | Bissau                                                                       | Guinea-Bissau                                                                | 3 – 0                                                                        | Guinea Equatoriale                                                           | Amichevole                                                                   | -                                                                            |                                                                              |
| 26-3-2022                                                                    | Benguela                                                                     | Angola                                                                       | 3 – 2                                                                        | Guinea-Bissau                                                                | Amichevole                                                                   | -                                                                            |                                                                              |
| 9-6-2022                                                                     | Bissau                                                                       | Guinea-Bissau                                                                | 5 – 1                                                                        | São Tomé e Príncipe                                                          | Qual. Coppa d'Africa 2023                                                    | 1                                                                            |                                                                              |
| 13-6-2022                                                                    | Conakry                                                                      | Sierra Leone                                                                 | 2 – 2                                                                        | Guinea-Bissau                                                                | Qual. Coppa d'Africa 2023                                                    | -                                                                            | 89’                                                                          |
| 25-9-2022                                                                    | Fort-de-France                                                               | Martinica                                                                    | 1 – 1                                                                        | Guinea-Bissau                                                                | Amichevole                                                                   | -                                                                            |                                                                              |
| 24-3-2023                                                                    | Abuja                                                                        | Nigeria                                                                      | 0 – 1                                                                        | Guinea-Bissau                                                                | Qual. Coppa d'Africa 2023                                                    | -                                                                            |                                                                              |
| 27-3-2023                                                                    | Bissau                                                                       | Guinea-Bissau                                                                | 0 – 1                                                                        | Nigeria                                                                      | Qual. Coppa d'Africa 2023                                                    | -                                                                            |                                                                              |
| 14-6-2023                                                                    | Bissau                                                                       | São Tomé e Príncipe                                                          | 0 – 1                                                                        | Guinea-Bissau                                                                | Qual. Coppa d'Africa 2023                                                    | -                                                                            |                                                                              |
| 13-10-2023                                                                   | Setúbal                                                                      | Guinea                                                                       | 1 – 0                                                                        | Guinea-Bissau                                                                | Amichevole                                                                   | -                                                                            | 54’                                                                          |
| 17-11-2023                                                                   | Marrakech                                                                    | Burkina Faso                                                                 | 1 – 1                                                                        | Guinea-Bissau                                                                | Qual. Mondiali 2026                                                          | -                                                                            | 69’                                                                          |
| 20-11-2023                                                                   | Il Cairo                                                                     | Gibuti                                                                       | 0 – 1                                                                        | Guinea-Bissau                                                                | Qual. Mondiali 2026                                                          | -                                                                            | 73’                                                                          |
| 6-1-2024                                                                     | Bamako                                                                       | Mali                                                                         | 6 – 2                                                                        | Guinea-Bissau                                                                | Amichevole                                                                   | -                                                                            | 77’                                                                          |
| 13-1-2024                                                                    | Abidjan                                                                      | Costa d'Avorio                                                               | 2 – 0                                                                        | Guinea-Bissau                                                                | Coppa d'Africa 2023 - 1º turno                                               | -                                                                            | Cap.                                                                         |
| 18-1-2024                                                                    | Abidjan                                                                      | Guinea Equatoriale                                                           | 4 – 2                                                                        | Guinea-Bissau                                                                | Coppa d'Africa 2023 - 1º turno                                               | -                                                                            | Cap. 86’                                                                     |
| 22-1-2024                                                                    | Abidjan                                                                      | Guinea-Bissau                                                                | 0 – 1                                                                        | Nigeria                                                                      | Coppa d'Africa 2023 - 1º turno                                               | -                                                                            | 88’                                                                          |
| 22-3-2024                                                                    | Tétouan                                                                      | Sudan                                                                        | 1 – 0                                                                        | Guinea-Bissau                                                                | Amichevole                                                                   | -                                                                            | 80’                                                                          |
| 25-3-2024                                                                    | Tétouan                                                                      | Sudan                                                                        | 1 – 2                                                                        | Guinea-Bissau                                                                | Amichevole                                                                   | -                                                                            | 71’                                                                          |
| 6-6-2024                                                                     | Bissau                                                                       | Guinea-Bissau                                                                | 0 – 0                                                                        | Etiopia                                                                      | Qual. Mondiali 2026                                                          | -                                                                            | 87’                                                                          |
| 10-6-2024                                                                    | Bissau                                                                       | Guinea-Bissau                                                                | 1 – 1                                                                        | Egitto                                                                       | Qual. Mondiali 2026                                                          | -                                                                            | 78’                                                                          |
| 5-9-2024                                                                     | Bissau                                                                       | Guinea-Bissau                                                                | 1 – 0                                                                        | eSwatini                                                                     | Qual. Coppa d'Africa 2025                                                    | -                                                                            |                                                                              |
| 10-9-2024                                                                    | Maputo                                                                       | Mozambico                                                                    | 2 – 1                                                                        | Guinea-Bissau                                                                | Qual. Coppa d'Africa 2025                                                    | -                                                                            | 64’                                                                          |
| 11-10-2024                                                                   | Bamako                                                                       | Mali                                                                         | 1 – 0                                                                        | Guinea-Bissau                                                                | Qual. Coppa d'Africa 2025                                                    | -                                                                            |                                                                              |
| 15-10-2024                                                                   | Bissau                                                                       | Guinea-Bissau                                                                | 0 – 0                                                                        | Mali                                                                         | Qual. Coppa d'Africa 2025                                                    | -                                                                            | 67’                                                                          |
| 15-11-2024                                                                   | Lobamba                                                                      | eSwatini                                                                     | 1 – 1                                                                        | Guinea-Bissau                                                                | Qual. Coppa d'Africa 2025                                                    | -                                                                            | 83’                                                                          |
| 19-11-2024                                                                   | Bissau                                                                       | Guinea-Bissau                                                                | 1 – 2                                                                        | Mozambico                                                                    | Qual. Coppa d'Africa 2025                                                    | -                                                                            | 63’                                                                          |
| 20-3-2025                                                                    | Monrovia                                                                     | Sierra Leone                                                                 | 3 – 1                                                                        | Guinea-Bissau                                                                | Qual. Mondiali 2026                                                          | -                                                                            |                                                                              |
| 24-3-2025                                                                    | Bissau                                                                       | Guinea-Bissau                                                                | 1 – 2                                                                        | Burkina Faso                                                                 | Qual. Mondiali 2026                                                          | -                                                                            | Cap. 90+7’                                                                   |
| Totale                                                                       |                                                                              | Presenze                                                                     | 36                                                                           |                                                                              | Reti                                                                         | 2                                                                            |                                                                              |